# Beatmania IIDX 19 Lincle
beatmania IIDX 19 Lincle은 리듬게임 beatmania IIDX 시리즈의 19번째 작품으로 Resort Anthem의 후속작이다. 2011년 4월 20일부터 5월 8일까지 일본 각지에서 로케이션 테스트를 했으며, 2011년 9월 15일 발매되었다.